# Мамонов, Сергей Алексеевич
Сергей Алексеевич Мамонов (род. 5 апреля 1949, Запорожье) — советский и украинский композитор, педагог, музыкально-общественный деятель. Член Союза композиторов СССР и Национального Союза композиторов Украины с 1975 г. Лауреат Республиканской комсомольской премии им. Н. Островского (1982). Лауреат Республиканского конкурса на лучшую песню (1985). Заслуженный деятель искусств УССР (1986).

## Биография
Окончил Московскую военно-музыкальную школу (класс тромбона, 1961—1968), Харьковский институт искусств имени И. П. Котляревского (с отличием, класс композиции профессора В. Т. Борисова, 1969—1974).
Ответственный секретарь (1974—1978), председатель правления Донецкой организации НСКУ (с 1983), член президиума (1984—1989), секретарь правления НСКУ (с 1989). Преподаватель (с 1975), ст. преп. (с 1978), доцент (с 1989), и. о. профессора (с 1993), профессор (с 1994) кафедры композиции и современных музыкальных технологий Донецкой государственной музыкальной академии им. С. С. Прокофьева.

## Произведения
Произведения С. Мамонова привлекают яркостью тематизма, свежестью гармонии, чёткостью формы. Особенно эти качества присущи симфонической музыке, которая отмечена ясностью и глубиной содержания, красочностью и изысканностью звуковой палитры. Значительную часть репертуара составляют камерно-инструментальные, камерно-вокальные произведения и песни.

### Список основных произведений
Вокально-симфонические:
- поэма «Красный вестник» для баритона, смешанного хора и ЭСО (сл. Б. Ластовенко, 1980)
- сюита «Цвет моей Отчизны» для солистов, женского вок. анс. и ЭСО (сл. Р. Братуня, 1981)
- ода «Твои освободители, Донбасс» для смеш. и детс. хоров и симфонического. орк. (сл. А. Кравченко, 1984) и др.

Оркестровые:
- симфониета (1974);
- Концертино для фп. с орк. (1974, К., «М. В.», 1981)
- концерт-дивертисмент для кам. орк. (1980) и др.

Камерно-инструментальные:
- квартет для струнных (1972);
- прелюдии и пьесы для фортепиано, бандуры, скрипки и вортепиано, виолончели и фортепиано.

Камерно-вокальные:
- вок. цикл «Три исторические песни украинского народа» (сл. нар, 1972);
- два романса для голоса, флейты и фп. (сл. В. Кудряшова, Ф. Г. Лорки, 1984);
- поэма — плач для голоса и фп. «Колосочки-колоски» (к 60-летию голодомора на Украине, 1993);
- фантазия на тему рус. нар. песни «А уже весна» для ансамбля бандуристок (1998).
- Оркестрово-хоровые гимны, в том числе: Донецкого Национального университета, Донецкого государственного университета управления, Донбасской государственной академии строительства и архитектуры, Союза «За единство, согласие и возрождение», Донецкой государственной музыкальной академии им. С. С. Прокофьева (1999—2003) и др.
- Музыка к хореографическим постановкам.
- Обработки народных песен.
- Песни (свыше 60, отдельные фондовые записи разных лет на Укррадио).

Произведения Сергея Мамонова исполнялись в США, Германии, Финляндии, Югославии, Молдове, Грузии, Армении, Казахстане, России, Украине. Издано около 20 произведений.

## Ученики
Среди учеников С. Мамонова — члены НСКУ, композиторы: заслуженный деятель искусств Украины Владимир Стеценко, кандидат искусствоведения А. Карнак, дипломант Всероссийского конкурса композиторов имени Андрея Петрова и лауреат международных конкурсов Кирилл Фандеев, магистры искусствоведения — дипломант международного, лауреат всеукраинского конкурсов, лауреат премии им. Л. М. Ревуцкого Евгений Петриченко, Антон Клейн, Елизавета Ванюшенко и другие.

## Публикации
С. Мамонов — автор научно-методических работ в области инструментовки и музыкальной педагогики, среди которых учебно-методическое пособие по инструментовке «Анализ элементов и строения оркестровой вертикали» (Киев-Донецк, 1995, ISBN 5-7707-7985-3), учебные программы по специализации «Композиция» для высших музыкальных учебных заведений по курсам: «Методика преподавания композиции» (1998); «Современные композиторские стили и техники», «Композиторская мастерство» (2001, для магистратуры), «Композиция», «Современные композиторские техники» (2004, для ассистентуры-стажировки), «Современная оркестровка», «Практика»(2005, для ассистентуры-стажировки).

## Пресса, рецензии, отзывы
- Гамова И. О полифонии в произведениях донецких композиторов
- Иванченко В. Инструментальный концерт в творчестве донецких композиторов (к проблеме симфонизации жанра)
- Пономаренко — Цанк А. Жанр фортепианного концерта в творчестве донецких композиторов 70-90 годов XX века / / Музыкальное искусство Донбасса. — К.-Донецк: Донецкая государственная консерватория им. С. С. Прокофьева, 2001.
- Верещагин Б. Найти свой почерк / / Календарь для юношества «Твой друг — музыка». — К.: «М. В.», 1981.
- Макарова Ю. Творчество молодых (справочник под ред. К. Хачатуряна). — М.: «С. К.», 1977. — C.114.
- Лучанець В. «Есть цвет в той музыке» / / Утро, № 10, 1983.
- Малахов С. Верность теме / / Высота. — К.: «Молодежь», 1987. — С.232 — 234.
- Киреева Т., Савар С. Композиторы Донбасса (очерки жизни и творчества). — Донецк: «Донеччина», 1994. — С.24 — 30.

## Аудиозаписи
- Поэма «Красный вестник» для баритона, смешанного хора и ЭСО (сл. Б. Ластовенко, 1980 Фонд Укррадио, 10 мин, солист В. Титкин, ЭСО Нац. ТРК Украины, дирижёр Р. Бабич);
- Сюита «Цвет моей Отчизны» для солистов, женского вок. анс. и ЭСО (сл. Р. Братуня, 1981 Фонд Укррадио, 15 мин, солисты Л. Артеменко, В. Титкин, В. Шпортько, ЭСО Нац. ТРК Украины, дирижёр Р. Бабич);
- Концертино для фп. с орк. (1974, Фонд Укррадио, 10 мин, солист Е. Ржанова, ВСО Нац. ТРК Украины, дирижёр В. Гнедаш)